# Udbryderkongen
Udbryderkongen er en amerikansk stumfilm fra 1919 af Irvin Willat.

## Medvirkende
- Harry Houdini som Harvey Hanford
- Thomas Jefferson som Dudley Cameron
- Ann Forrest som Mary Wentworth
- Augustus Phillips som Clifton Allison
- Tully Marshall som Richard Raver